# Бирон (Приморская Шаранта)
Биро́н (фр. Biron) — коммуна во Франции, находится в регионе Пуату — Шаранта. Департамент коммуны — Шаранта Приморская. Входит в состав кантона Пон. Округ коммуны — Сент.
Код INSEE коммуны — 17047.

## Население
Население коммуны на 2010 год составляло 234 человека.
| 1962 | 1968 | 1975 | 1982 | 1990 | 1999 | 2010 |
| ---- | ---- | ---- | ---- | ---- | ---- | ---- |
| 225  | 219  | 208  | 190  | 249  | 234  | 234  |

## Экономика
В 2010 году среди 146 человек трудоспособного возраста (15—64 лет) 111 были экономически активными, 35 — неактивными (показатель активности — 76,0 %, в 1999 году было 74,7 %). Из 111 активных жителей работали 100 человек (55 мужчин и 45 женщин), безработных было 11 (3 мужчин и 8 женщин). Среди 35 неактивных 6 человек были учениками или студентами, 21 — пенсионерами, 8 были неактивными по другим причинам.